# La cuarta guerra
La cuarta guerra es una película estadounidense de 1990, que trata del enfrentamiento entre dos militares de la frontera en las postrimerías de la guerra fría.

## Argumento
Un veterano coronel del ejército estadounidense, Jack Knowles (Roy Scheider) es destinado a la frontera entre Alemania y la antigua Checoslovaquia. Tras presenciar como los soldados soviéticos matan a un hombre que intentaba fugarse, Knowles, que atraviesa por una mala etapa personal, comienza una escalada de incidentes y enfrentamientos con el responsable del otro lado de la frontera, el coronel Valachev. La escalada de tensión así como la fuerte personalidad de ambos militares termina por estar a punto de desembocar en un conflicto armado abierto.